# Mirtha Luz Pérez
Mirtha Luz Pérez Robledo (Frontera Comalapa, Chiapas, 13 de julio de 1960) es poeta, narradora y docente de educación primaria. Ha sido galardonada con distintos premios nacionales y estatales.

## Biografía
Mirtha Luz Pérez nació en Frontera Comalapa, Chiapas, el 13 de julio de 1960.
Estudió en la Escuela Normal Rosario Castellanos de Comitán, Chiapas, egresando en la segunda generación de dicha normal.   
Es madre de Nadia Vera, activista chiapaneca, a quien dedicó sus libros La muerte no es todavía una fiesta y Balada para una niña citadina.

## Obra
- La luciérnaga. Cuento. Gaceta de Centro Cultural Rosario Castellanos, Comitán Chiapas. 1999
- A la diestra del Reino:Comitán, Comitán Chiapas, Imaginarte, 2004.
- A ras de piel, Tuxtla Gutiérrez Editorial Viento al Hombro,2004.
- Hospital de las almas, Comitán Chiapas  Edición Personal.
- En el Sereno Punto. Tinta Nueva Ediciones México,DF-
- Vacío bajo la luna y el dulce retorno. UNICACH. 2007

- La danza de la luz 2008. Editorial DobleSol. Buenos Aires Argentina
- Música para la infancia Tintanueva Ediciones.México,DF. 2011.
- Luna Riluna. Poemas para niños. CONECULTA, CHIAPAS 2013.
- Canciones para cantar en barquitos de papel.  CONECULTA CHIAPAS. 2014.
- La muerte no es todavía una fiesta. Poesía. Editorial Segunda Vuelta. Tuxtla, Gutiérrez, Chiapas. 2018
- Nostalgia de lo humano.- Obra de teatro.- 2001.

### Publicaciones en periódicos y revistas
- Poesía, Gaceta del Centro Cultural Rosario Castellanos,[4]  Num 3, Comitán, marzo de 1999
- Voces de Primera Imprenta, Revista Mexicana de literatura No. 6, 2004.
- Frágil luciérnaga. Periplo retórico en la poética de Mirtha Luz Pérez Robledo. Federico Corral Vallejo. Tintanueva Ediciones. 2009
- Mirtha Luz Pèrez Robledo. Poesía. Selección de poemas .  Instituto de Investigaciones  Filológicas de la UNAM. 2018.
- Cuento VIII Premio Nacional de cuento Carmen Báez,  Morelia Michoacán. Ediciones Michoacanas
- Poesía en voz alta, Antología para jóvenes, Tuxtla Gutiérrez ,Volumen 3 Tomo II.Gobierno de Edo. de  Chiapas, 2002
- Del silencio hacia la luz, Mapa poético volumen II
- Antología Linterna mágica Tuxtla Gutiérrez .Gobierno del Edo. de Chiapas, 2006.
- Cuando sopla el viento. Antología de poesía, tradiciones, mitos y leyendas de Chiapas. CONECULTA Chiapas. 2007
- La  identidad chiapaneca a través del cuento.  UNAM. 2010.
- La semilla desnuda. Poesía viva de México. Poetas en construcción A:C
- La mujer rota.- Poesía de autores hispanohablantes.- Literaria Editores 2008 Guadalajara, Jalisco.
- 40 barcos de guerra Antología de Poesía y sus Editoriales.- Edición independiente Ciudad de México 2009.

- Mujeres poetas  de México.- Editorial Atemporia.- México D:F: 2009
- Alquimia del fuego.- Antología de Poesía, prosa poética y micro relato. Amargord Ediciones. Madrid , España. 2014 y 2026.

## Reconocimientos
- 2º Lugar Juegos  Florales de Tuxtla,2000
- Premio Estatal de Poesía Ydalio Huerta Escalante. 2001
- Premio Nacional de Cuento  Carmen Baez. Morelia, Michoacán, 2001-
- Premio Estatal de Poesía Armando Duvalier. 2002.
- Premio Nacional de Poesía Ramón Iván Suárez Caamal, Campeche 2006
- Becaria del Fondo Estatal para la Cultura y las Artes de Chiapas 2003.[1][5]